# Egan-Jones Rating Company
Die Egan-Jones Rating Company, kurz auch EJR, ist eine US-amerikanische Rating-Agentur mit Sitz in Haverford in der Nähe von Philadelphia. Sie ist durch die United States Securities and Exchange Commission (SEC) als Nationally Recognized Statistical Rating Organization (NRSRO)  anerkannt.

## Geschichte
Die Firma EJR wurde 1995 durch Sean Egan und Bruce Jones gegründet und ist seit 2007 in den Vereinigten Staaten als NRSRO anerkannt.